# Un x100to
«Un x100to» (One Percent) — песня мексиканско-американской группы Grupo Frontera и пуэрториканского рэпера Бэд Банни, вышедшая 17 апреля 2023 года с помощью лейбла Rimas Entertainment. Песня была написана в латиноамериканских стилях кумбия и нортеньо (Regional Mexican). Она достигла первого места в международных хит-парадах Billboard Global 200 и Billboard Global Excl. U.S. и стала второй в истории региональной мексиканской песней, попавшей в топ-10 американского Billboard Hot 100, а также второй песней этого стиля, возглавившей Global 200.

## История
После того, как Бэд Банни назвал себя «большим поклонником» региональной мексиканской музыки, песня стала лишь вторым случаем, когда артист обратился к этому жанру, после ремикса на «Soy el Diablo» Натанаэля Кано. В интервью Зейну Лоу он выразил свою любовь к группе и объяснил, как важно, чтобы мир познакомился с другими жанрами латинской музыки, помимо «реггетона, перрео и латино-урбано». 16 апреля 2023 года артист опубликовал в TikTok запись, на которой он танцует под эту песню, что стало его первым появлением в приложении за четыре месяца.
Группа отметила, что до дня съёмок клипа они не знали, что Бенито будет участвовать в песне.

## Композиция и текст
Спродюсированная латиноамериканским «хитмейкером» Эдгаром Баррером и пуэрториканско-доминиканским продюсером Магом Борреро, песня представляет собой слияние «захватывающей перкуссии» и фирменной «мелодии аккордеона» Grupo Frontera. В результате сотрудничества Баррер привнёс в звучание Grupo Frontera свою «романтическую кумбию-нортеньо». Припев исполняет Пайо Солис из группы и Бэд Банни. В песне рассказывается история о человеке, который скучает по своей бывшей подруге, звонит ей, когда в телефоне остался всего один процент заряда батареи, и посылает сообщения, которые не дают ему уснуть.
Ингрид Фахардо из Billboard назвала песню «новым гимном разбитого сердца».

## Награды и номинации
В списке лучших песен 2023 года журнала Rolling Stone трек «Un x100to» занял 21 место.
| Год  | Награда                      | Категория                               | Результат | Ссылка |
| ---- | ---------------------------- | --------------------------------------- | --------- | ------ |
| 2023 | MTV Video Music Awards       | Best Latin                              | Номинация | [ 9 ]  |
| 2023 | Billboard Latin Music Awards | Hot Latin Song of the Year              | Номинация |        |
| 2023 | Billboard Latin Music Awards | Hot Latin Song of the Year, Vocal Event | Номинация |        |
| 2023 | Billboard Latin Music Awards | Streaming Song of the Year              | Номинация |        |
| 2023 | Billboard Latin Music Awards | Regional Mexican Song of the Year       | Номинация |        |
| 2023 | Latin Grammy Awards          | Song of the Year                        | Номинация |        |
| 2023 | Latin Grammy Awards          | Best Regional Mexican Song              | Победа    |        |

## Коммерческий успех
«Un x100to» достигла первого места в международных хит-парадах Billboard Global 200 и Billboard Global Excl. U.S. (5-й и 6-й испаноязычные лидеры этих чартов, соответственно) и стала второй в истории региональной мексиканской песней (после «Ella Baila Sola»), попавшей в топ-10 американского Billboard Hot 100 (на № 5), а также второй песней этого стиля, возглавившей Global 200.

## Чарты
| Чарт (2023)                              | Высшая позиция |
| ---------------------------------------- | -------------- |
| Боливия (Billboard)                      | 1              |
| Канада (Billboard Canadian Hot 100)      | 70             |
| Чили (Billboard)                         | 1              |
| Колумбия (Billboard)                     | 1              |
| Коста-Рика (Monitor Latino)              | 1              |
| Эквадор (Billboard)                      | 1              |
| Мир (Billboard Global 200)               | 1              |
| Гватемала (Monitor Latino)               | 1              |
| Гондурас (Monitor Latino)                | 1              |
| Мексика (Billboard)                      | 2              |
| Перу (Billboard)                         | 1              |
| Португалия (AFP)                         | 91             |
| Испания (PROMUSICAE)                     | 10             |
| Швейцария (Schweizer Hitparade)          | 77             |
| США (Billboard Hot 100) ·                | 5              |
| США (Billboard Hot Latin Songs)          | 2              |
| США (Billboard Latin Airplay)            | 1              |
| США (Billboard Regional Mexican Airplay) | 3              |

## Сертификации
| Регион                                                                      | Сертификация                        | Продажи   |
| --------------------------------------------------------------------------- | ----------------------------------- | --------- |
| Мексика (AMPROFON)                                                          | Бриллиантовый+3× Платиновый+Золотой | 1 190 000 |
| Испания (PROMUSICAE)                                                        | 2× Платиновый                       | 120 000   |
| Данные о продажах + прослушиваниях приведены только на основе сертификации. |                                     |           |